# Из-за чести (фильм)
«Из-за чести» — фильм 1956 года, экранизация одноименной пьесы А. Ширванзаде.

## Сюжет
Нефтепромышленник-миллионер Андреас Элизбаров пытается обманом завладеть состоянием своего умершего компаньона, сын которого Арташес любит его дочь Маргариту. Не выдержав позора, Маргарита кончает жизнь самоубийством.

## В ролях
- Грачья Нерсесян — Андреас Элизбаров, дублирует Владимир Кенигсон
- Авет Аветисян — Сагател, дублирует Сергей Цейц
- Вардуи Вардересян — Маргарита Элизбарова
- Артём Карапетян — Сурен Элизбаров, дублирует Всеволод Ларионов
- Карп Хачванкян — Сурен
- Хачик Назаретян — Арташес Отарян
- Гурген Габриелян — Аристакес Каринян
- Марина Тбилели-Карапетян — Розалия
- Амалия Аразян — Ерануи
- Варвара Шахсуварян — Виргиния
- Галина Супрунова — Орли
- Фрунзе Мкртчян — Вардан
- Адиль Селимханов — эпизод
- Фатех Фатуллаев — эпизод
- Мухлис Джани-Заде — эпизод
- Эдвард Есаян — эпизод
- Л. Жариков — эпизод
- А. Бравич — эпизод
- Фалькович — эпизод

## Съёмочная группа
- художники — Сергей Арутчян, Валентин Подпомогов

## Технические данные
- чёрно-белый
- впервые на экране — 12 августа 1956, Москва